# 復安里
復安里位於台灣高雄市阿蓮區，復安里面積4.8264平方公里，截至2023年10月人口有1,789人，人口密度為每平方公里391.59人。
復安里位於阿蓮區東南部，北側接崗山里，西側接玉庫里，南側接岡山區之嘉峰里與三和里，東側接田寮區之南安里與新興里。

## 沿革
復安里於1920年至1945年為高雄州岡山郡阿蓮庄下轄的大字「九鬮」。
1945年戰後，設高雄縣阿蓮鄉，原九鬮大字的範圍改設為九鬮村。1946年為紀念台灣光復，取「光復後，人民生活安定」之「復」、「安」二字，而改名爲復安村。更名的動機，係由當時地方仕紳林日新提議，因「九鬮」之「鬮」字筆劃複雜，經常被誤寫和誤讀。
2010年12月25日，舊高雄市與高雄縣合併改制為今高雄市，阿蓮鄉改制為阿蓮區，復安村改制為復安里。